# Akhtar (Zeitschrift)
Die persischsprachige Zeitschrift Akhtar (persisch اختر Achtar, DMG: Aḫtar; deutsch: „Stern“) wurde 1876 auf Anregung des damaligen persischen Botschafters Naǧaf ʾAlī Ḫān in Istanbul gegründet und erschien bis 1896. Herausgeber und Direktor war Āqā Moḥammad Ṭābrīzī. Chefredakteur Mīrzā Mehdī Ṭābrīzī (1839–1907) verfasste die meisten Artikel und war der Gründer des Verlags Ḫoršīd in Istanbul und späterer Herausgeber von Ḥekmat in Kairo. Mīrzā Moḥammad ʾalī Ḫān Kāšānī, der die in Kairo erschienene Sorayyā gründete, arbeitete ebenfalls kurzzeitig für die Zeitschrift.

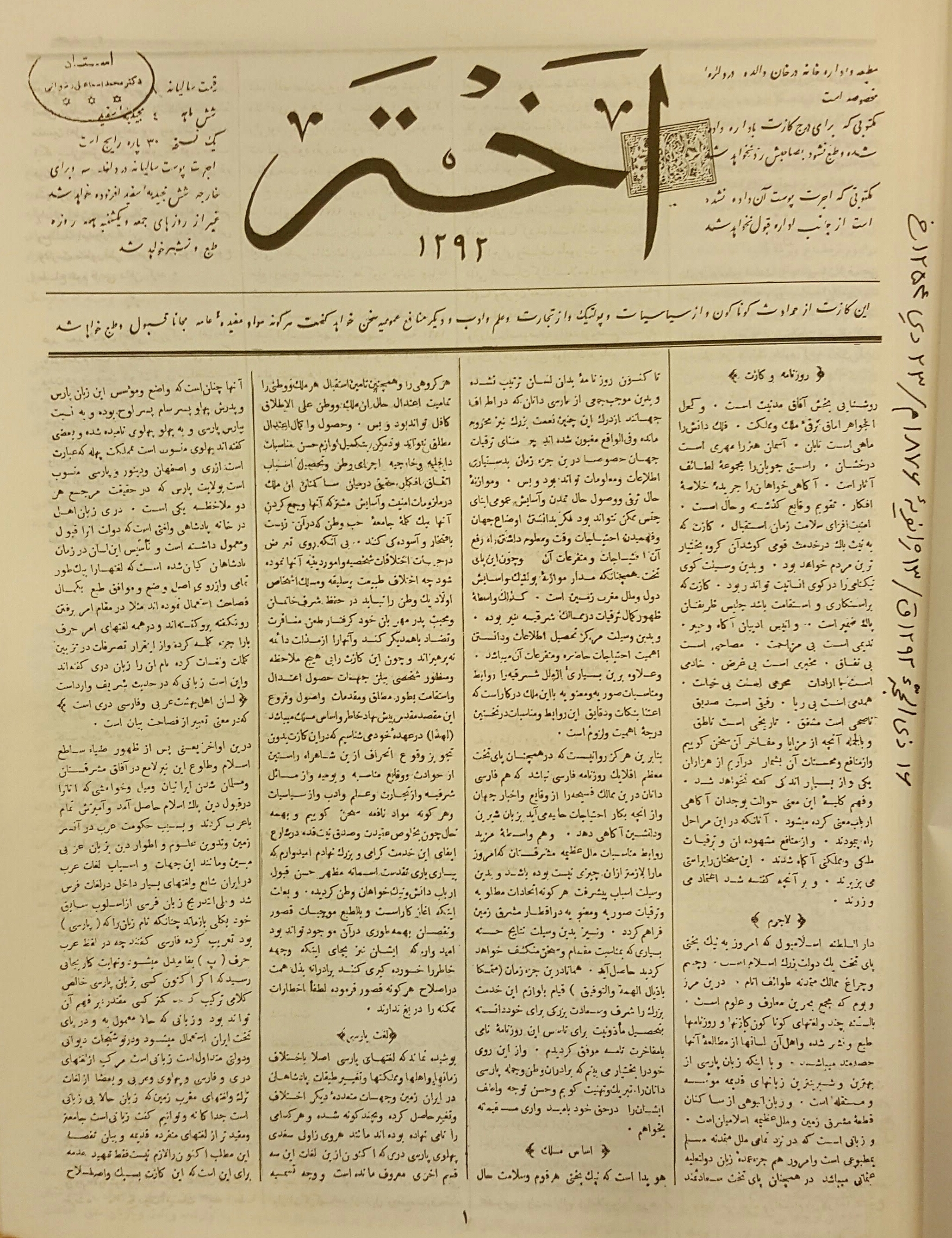
Nr. 1, 13. Januar 1876, S. 1.

Aḫtar, das erste nicht-offizielle persische Presseorgan wurde anfangs fast täglich publiziert, anschließend zweimal wöchentlich und schließlich einmal pro Woche, so dass insgesamt mehr als 300 Ausgaben erschienen. Die Verbreitung dieser Zeitschrift reichte von vielen Städten im Iran und dem Osmanischen Reich bis zum Kaukasus und Südostasien. Sie diente den Iranern in der Diaspora als Sprachrohr und wurde von der persischen Botschaft und dem Konsulat in Istanbul als Mitteilungsblatt genutzt. Neben politischen Tagesberichten fanden sich Inlands- und Auslandsnachrichten, Artikel zu wissenschaftlichen und literarischen Themen sowie Korrespondentenberichte und Zuschriften aus dem Iran. Im Februar 1877 wurde die osmanische Verfassung in persischer Sprache abgedruckt.
Obwohl Aḫtar als Exilzeitung freier berichten konnte als andere Zeitungen, wurde sie einige Male suspendiert. 1891 wurde die Zeitschrift im Iran verboten, da sie für die Initiatoren des Tabakboykotts Partei ergriff. Dies führte auch zu einem vorübergehenden Verbot im Osmanischen Reich. Die Osmanische Regierung verbot die Aḫtar allerdings erst im Jahre 1896 nach der Ermordung ad-Dīn Šāhs endgültig.